# Мультилистинг
Мультилистинг — система взаимодействия участников рынка недвижимости, действующих через электронные базы данных, в которой агентство, заинтересованное в быстрой продаже или аренде своих эксклюзивных объектов недвижимости готово поделиться частью своей комиссии и привлекает другие агентства к возмездному сотрудничеству в поиске покупателя/арендатора в счет своей комиссии.
Система мультилистинга — система, взаимодействующая с базой данных, в которой представлены объекты недвижимости на условиях эксклюзивных договоров, с помощью специальной программы, позволяющей разделить комиссионное вознаграждение, а так же прописаны условия сервиса мультилистинга. Этот сервис фиксирует размер денежной компенсации, которую выплачивает риэлтор, получивший соглашение с продавцом собственности, другим риэлторам за предоставление потенциального покупателя или за сотрудничество в поиске покупателя.
Данные об условиях мультилистинга являются конфиденциальной информацией риэлтора, который получил эксклюзивное соглашение на право продажи с владельцем объекта недвижимости.

## Происхождение
В конце XVII века в США риэлторы (брокеры в сфере недвижимости) собирались в офисах местных компаний и обменивались информацией об объектах недвижимости, которые они хотели бы продать. Риэлторы договорились между собой — выплачивать материальную компенсацию тем, кто поможет продать недвижимость. Так появился сервис мультилистинга, основной принцип которого: Помоги продать мне, я помогу продать тебе (Help me sell my inventory and I’ll help you sell yours).

## Назначение и преимущества
Основная цель мультилистинга состоит в том, чтобы предоставить риэлтору, получившему соглашение с продавцом собственности, возможность опубликовать «одностороннее предложение компенсации» (комиссионную ставку) для других участников сделки (листинг-риэлторам). Предложение компенсации является договорным обязательством. Размер комиссии от сделки и детальная информация об объекте недвижимости содержатся в системе мультилистинга, таким образом все участники сервиса мультилистинга получают точные и полные данные об условиях сделки.
Дополнительной выгодой систем мультилистинга является возможность просмотра подписчиком информации обо всех объектах недвижимости в базе. Системы мультилистинга содержат подробные описания объектов недвижимости и включают данные, о которых осведомлены только профессионалы рынка недвижимости. Общественные сайты недвижимости и обычные базы таких данных не предоставляют.
Сервис облегчает взаимодействия риэлторов, клиентов и частных лиц, позволяет получать, накапливать и распространять информацию, производить адекватную рынку оценку объектов недвижимости.

## Ограничения доступа
Большинство систем мультилистинга ограничивают членство и доступ к своей информации. Участников лицензирует государство или ассоциации агентов по продаже недвижимости (например, NAR в США или CREA в Канаде) .

### Великобритания
В конце 1980-х — начале 1990-х годов риэлторы договаривались друг с другом напрямую, используя бумажные формы опросников и карточки объектов недвижимости, в которые были включены контакты собственника, негатив или фотография объекта, детали условий собственности и предварительное заключение с владельцем. В дальнейшем функцию передачи информации взяли на себя электронные системы или же просто рассылки по e-mail. Риэлтор, заключивший сделку с собственником, выступал в роли «продавца», и процедура продажи осуществлялась только через него. Комиссия предоставлялась только по факту закрытия сделки. Ухудшение экономической ситуации в Великобритании и рост стоимости взносов за пользование порталами повлекли за собой изменение ситуации. Риэлторы предпочитали тратить средства на членство в системах основных порталов (всего 4—5 штуки по всей стране Великобритании), и переключаться из одной системы в другую по необходимости. Постепенно риэлторы договорились между собой и установили единый формат баз данных для мультилистинга в Великобритании (INEA (IDX) Таким образом, каждый мог пользоваться доступом к общей, единой базе данных и качественно расширить доступ к клиентам при колоссальном снижении стоимости пользования системой.

### Чехия
Мультилистинг в Чехии реализован на базе системы IMMO2 . Эта система официальна и используется многими европейскими риелторскими агентствами. Программа зарегистрирована под торговой маркой «IMMO2» (что означает «immovable square» — в переводе «неизменное соглашение». Риелторские агентства Чехии используют для взаимодействия следующий сайт: www.immo2.cz

### Италия
В Италии успешно функционируют несколько систем мультилистинга, с помощью которых можно вести базы данных и/или делиться информацией.

### Россия
В Российской Федерации риэлторы с начала существования рынка недвижимости осуществляли свою деятельность без систем мультилистинга в связи с их полным отсутствием. Попытки создания сервиса мультилистинга в России начинаются с 2000 года на уровне некоторых регионов и отдельных агентств недвижимости, однако на федеральном уровне он так и был реализован только в 2015 году на портале «Первая информационная база недвижимости» как закрытый сервис, использующий запатентованную программу по управлению системой мультилистинга и доступный только зарегистрированным в системе мультилистинга пользователям.

### Украина
На Украине неоднократно предпринимались попытки создать мультилистинг. С 2012 года внедряется его аналог, адаптированный к особенностям местного рынка недвижимости — система партнерских продаж (СПП). Одной из её особенностей является опора на региональные клубы риэлторов, правила и формат которых могут различаться между собой. При этом неизменными и общими для всех являются основные принципы СПП.

### Северная Америка
В Северной Америке системами мультилистинга управляют юридические лица, которые сами устанавливают правила вступления и взаимодействия внутри системы, государственного надзора не производится. Системы мультилистинга устанавливают свои собственные правила для членства, доступа и обмена информацией, но подчиняются общенациональным правилам, установленным NAR или CREA. Мультилистинг может принадлежать и управляться компанией недвижимости, региональным советом недвижимости агентов по продаже недвижимости или ассоциацией агентов по продаже недвижимости. Риэлторская компания может вести свою практику и без членства в системе мультилистинга.

#### США
Самая большая система мультилистинга в Соединенных Штатах в настоящее время — суперрегиональный Калифорнийский Региональный Сервис Мультилистинга (CRMLS), покрывающий большую часть южной Калифорнии. С 11 декабря 2012 сервис имеет приблизительно 71,000 активных членов, согласно Inman News. Прочие системы мультилистинга включают 40,000 участников — в Мэриленде и части Западной Вирджинии и 30,000 — в Аризоне и пригородах Феникса.
Национальная ассоциация Агентов по продаже недвижимости (NAR) установила правила, по которым риэлторам разрешено показывать только ограниченную информацию об объектах мультилистинга на своих своих веб-сайтах (внутри единой системы мультилистинга, известной как IDX (Internet Data Exchange). А полная информация представлена на сайте компании Move Inc., значительной долей в которой владеет сама Национальная ассоциация Агентов по продаже недвижимости (NAR).
Средства поиска IDX доступны на веб-сайтах большинства агентств по операциям с недвижимостью. Потенциальные покупатели могут сортировать и искать необходимые объекты недвижимости, доступные на рынке, используя инструменты фильтрации данных (местоположение, тип собственности, диапазоны цен), но не видят условия мультилистинга (например, размер комиссионного вознаграждения и контакты риэлтора, заключившего договор с владельцем объекта недвижимости). Многие пользователи экономят и пользуются ограниченной системой поиска. Однако, если потенциальный покупатель захочет посетить объект и совершить сделку, он всё-равно должен будет заплатить взнос и вступить в систему мультилистинга.
Американское Министерство юстиции подало антимонопольный иск в сентябре 2005 против Национальной ассоциации Агентов по продаже недвижимости по политике NAR, которая позволяла риэлторам ограничивать доступ к своим объектам мультилистинга, исключая определенных риэлторов, которые действовали исключительно через интернет. Эта политика относилась к коммерческим предприятиям, которые являлись лицензированными брокерскими агентствами, но являлись лишь посредниками, представлявшими рекламу и перенаправлявшими на сайт самого риэлтора за 25%-35% от комиссии.
Антимонопольные требования DOJ также включали правила NAR, которые исключали определенные категории риелторских агентств из системы мультилистинга. NAR пересмотрел свою политику в отношении разрешения доступа на сайты своих участников, так как данные на этих сайтах являлись собственностью агентств.
Дело было решено в мае 2008. NAR, согласился с тем, что и интернет-агентствам предоставили доступ ко общей базе мультилистинга. И списки объектов недвижимости в системе мультилистинга — одинаковы для всех участников. Как это было изначально.

#### Канада
В Канаде национальный мультилистинг — это совместная система для более чем 98,000 членов REALTOR® Canadian Real Estate Association (CREA), которые работают через 101 совет по недвижимости и 11 местных Канадских ассоциаций. REALTORS® — это зарегистрированная торговая марка для членов системы мультлистинга, а MLS® — для данных базы мультилистинга.
Совет Недвижимости Ванкувера (REBGV) утверждает, что вел первый мультилистинг в Канаде.
Публично доступный веб-сайт (realtor.ca, раньше mls.ca) соединяет многие базы данных мультилистинга, где каждый участник представлен кратко, а за подробной информацией система перенаправляет напрямую к риэлтору-участнику системы.

### Коста-Рика
В Коста-Рике, единственный официальный сервис мультилистинга с проверенными риелторскими агентствами управляется СССBR (Палата Коста-Рики Совета агентов по операциям с недвижимостью). Это единственное учреждение, лицензированное государством. Палата устанавливает правила, инструкции и этический путеводитель для официально лицензированных брокеров в Коста-Рике.

### Израиль
Сервис мультилистинга в Израиле действует с 1990 года, но только в регионе Иерусалима. Израильский Сервис Мультилистинга начал своё официальное существование в 2013 году и осуществляется компанией «Multiple Listing Service LTD».

### Филиппины
Филиппинская Ассоциация Агентов по продаже недвижимости (The Philippine Association of Realtors Boards (PAREB)) реализует так называемый RPMLX сервис, (MLS на Филиппинах).

### Вьетнам
Вьетнамский сервис мультилистинга начал своё существование в 2010. Для мультилистинга во Вьетнаме за основу взята американская модель, в которую внесены изменения для соответствия условиям местного рынка. Например, местная система мультилистинга поддерживает только открытый листинг агентств (open agency listings).

### Австралия
В Австралии нет системы мультилистинга в общепринятом понятии. Тем не менее, частная компания Investorist реализовывает специализированный мультилистинг для недвижимости на стадии долевого участия. Этой системой пользуются австралийские девелоперы и самые крупные агентства, в том числе и международные.